# Begoniowate
Begoniowate (Begoniaceae C. Agardh) – rodzina roślin z rzędu dyniowców. Obejmuje dwa rodzaje z blisko 1,9 tysiącem gatunków. Jeden z rodzajów to takson monotypowy z jednym gatunkiem – Hillebrandia sandwicensis, występującym na Hawajach. Drugi rodzaj to szeroko rozprzestrzeniona begonia (Begonia), której gatunki występują w obszarach tropikalnych i subtropikalnych Azji, Afryki, Ameryki Południowej i Środkowej oraz wysp Oceanii. Rodzaj ten obejmuje 1870 gatunków (stan w dniu 18 maja 2018), przy czym co roku opisywanych jest ok. 30 nowych. Liście niektórych gatunków begonii spożywane są jako warzywo (np. Begonia muricata), ale rośliny te są najbardziej popularne ze względu na walory ozdobne. Są popularnymi roślinami ozdobnymi, często krzyżowanymi, rozpowszechnionymi także w strefie umiarkowanej, gdzie sadzone w gruncie latem lub uprawiane są jako rośliny pokojowe.

## Systematyka
Pozycja systematyczna według Angiosperm Phylogeny Website (aktualizowany system APG IV z 2016)
Badania nad filogenezą begoniowatych ujawniły ich ścisłe powiązania filogenetyczne z rodziną konopnicowatych Datiscaceae. Klad obejmujący obie rodziny ma wspólnego przodka z rodziną dyniowatych i razem z kilkoma innymi rodzinami grupy te zaliczane są do rzędu dyniowców. Zgodnie z informacjami o powiązaniach filogenetycznych w obrębie rodziny wyróżnia się obecnie tylko dwa rodzaje, z których jeden to monotypowy rodzaj Hillebrandia z gatunkiem (H. sandwicensis) występującym na Hawajach, drugi rodzaj to begonia Begonia – będący jednym z najbardziej obfitujących w gatunki rodzajów roślin (podaje się od 1200 do ponad 1500 gatunków). Wyróżniane wcześniej rodzaje takie jak Symbegonia włączane są do rodzaju begonia (stanowią jedną z linii rozwojowych w obrębie rodzaju).
|  | Corynocarpaceae – pałężynowate |
|  |                                |
|  | Coriariaceae – garbownikowate  |
|  |                                |

|  | Tetramelaceae                                                                             |
|  |                                                                                           |
|  | \| \| Datiscaceae – konopnicowate \| \| \| \| \| \| Begoniaceae – begoniowate \| \| \| \| |
|  |                                                                                           |
|  | Datiscaceae – konopnicowate                                                               |
|  |                                                                                           |
|  | Begoniaceae – begoniowate                                                                 |
|  |                                                                                           |

|  | Datiscaceae – konopnicowate |
|  |                             |
|  | Begoniaceae – begoniowate   |
|  |                             |

|  | Tetramelaceae                                                                             |
|  |                                                                                           |
|  | \| \| Datiscaceae – konopnicowate \| \| \| \| \| \| Begoniaceae – begoniowate \| \| \| \| |
|  |                                                                                           |
|  | Datiscaceae – konopnicowate                                                               |
|  |                                                                                           |
|  | Begoniaceae – begoniowate                                                                 |
|  |                                                                                           |

|  | Datiscaceae – konopnicowate |
|  |                             |
|  | Begoniaceae – begoniowate   |
|  |                             |

|  | Corynocarpaceae – pałężynowate |
|  |                                |
|  | Coriariaceae – garbownikowate  |
|  |                                |

|  | Tetramelaceae                                                                             |
|  |                                                                                           |
|  | \| \| Datiscaceae – konopnicowate \| \| \| \| \| \| Begoniaceae – begoniowate \| \| \| \| |
|  |                                                                                           |
|  | Datiscaceae – konopnicowate                                                               |
|  |                                                                                           |
|  | Begoniaceae – begoniowate                                                                 |
|  |                                                                                           |

|  | Datiscaceae – konopnicowate |
|  |                             |
|  | Begoniaceae – begoniowate   |
|  |                             |

|  | Tetramelaceae                                                                             |
|  |                                                                                           |
|  | \| \| Datiscaceae – konopnicowate \| \| \| \| \| \| Begoniaceae – begoniowate \| \| \| \| |
|  |                                                                                           |
|  | Datiscaceae – konopnicowate                                                               |
|  |                                                                                           |
|  | Begoniaceae – begoniowate                                                                 |
|  |                                                                                           |

|  | Datiscaceae – konopnicowate |
|  |                             |
|  | Begoniaceae – begoniowate   |
|  |                             |

|  | Corynocarpaceae – pałężynowate |
|  |                                |
|  | Coriariaceae – garbownikowate  |
|  |                                |

|  | Tetramelaceae                                                                             |
|  |                                                                                           |
|  | \| \| Datiscaceae – konopnicowate \| \| \| \| \| \| Begoniaceae – begoniowate \| \| \| \| |
|  |                                                                                           |
|  | Datiscaceae – konopnicowate                                                               |
|  |                                                                                           |
|  | Begoniaceae – begoniowate                                                                 |
|  |                                                                                           |

|  | Datiscaceae – konopnicowate |
|  |                             |
|  | Begoniaceae – begoniowate   |
|  |                             |

|  | Tetramelaceae                                                                             |
|  |                                                                                           |
|  | \| \| Datiscaceae – konopnicowate \| \| \| \| \| \| Begoniaceae – begoniowate \| \| \| \| |
|  |                                                                                           |
|  | Datiscaceae – konopnicowate                                                               |
|  |                                                                                           |
|  | Begoniaceae – begoniowate                                                                 |
|  |                                                                                           |

|  | Datiscaceae – konopnicowate |
|  |                             |
|  | Begoniaceae – begoniowate   |
|  |                             |

|  | Corynocarpaceae – pałężynowate |
|  |                                |
|  | Coriariaceae – garbownikowate  |
|  |                                |

|  | Tetramelaceae                                                                             |
|  |                                                                                           |
|  | \| \| Datiscaceae – konopnicowate \| \| \| \| \| \| Begoniaceae – begoniowate \| \| \| \| |
|  |                                                                                           |
|  | Datiscaceae – konopnicowate                                                               |
|  |                                                                                           |
|  | Begoniaceae – begoniowate                                                                 |
|  |                                                                                           |

|  | Datiscaceae – konopnicowate |
|  |                             |
|  | Begoniaceae – begoniowate   |
|  |                             |

|  | Tetramelaceae                                                                             |
|  |                                                                                           |
|  | \| \| Datiscaceae – konopnicowate \| \| \| \| \| \| Begoniaceae – begoniowate \| \| \| \| |
|  |                                                                                           |
|  | Datiscaceae – konopnicowate                                                               |
|  |                                                                                           |
|  | Begoniaceae – begoniowate                                                                 |
|  |                                                                                           |

|  | Datiscaceae – konopnicowate |
|  |                             |
|  | Begoniaceae – begoniowate   |
|  |                             |

Pozycja w systemie Reveala (1999)
Gromada okrytonasienne (Magnoliophyta Cronquist), podgromada Magnoliophytina Frohne & U. Jensen ex Reveal, klasa Rosopsida Batsch, podklasa ukęślowe (Dilleniidae Takht. ex Reveal & Tahkt.), nadrząd Cucurbitanae Reveal, rząd begoniowce (Begoniales Dumort.), podrząd Begoniineae Engl., rodzina begoniowate (Begoniaceae C. Agardh).
Wykaz rodzajów
- Begonia L. – begonia
- Hillebrandia Oliv.